# Nortonov poučak
Nortonov poučak ili Metoda kratkog spoja jedna je od metoda rješavanja mreža istosmjerne i izmjenične struje. Nortonov poučak donekle je sličan Théveninovu poučku i primjenjuje se u slučajevima kada je dio složene linearne mreže potrebno prikazati strujnim izvorom.
Prema Nortonovom poučku, bilo koji dio aktivne linearne mreže u kojoj se nalaze električni izvori i otpornici s obzirom na dvije točke mreže (priključnice) moguće je zamijeniti sa stvarnim strujnim izvorom Nortonove struje i unutarnjeg Nortonovog otpora.
Polaritet i vrijednost Nortonove struje, kao i vrijednost Nortonovog otpora određeni su komponentama mreže koju se nadomješta. Na dobiveni nadomjesni izvor između priključnica spaja se komponenta koja je bila odspojena i računa se jakost struje.

## Postupak
- Za zadanu aktivnu linearnu mrežu odspoji se otpornik (trošilo) kroz koji se traži struja, zatim se označe točke (priključnice) te ih se kratko spoji.

- Računa se struja kratkog spoja između priključnica koju daje preostala mreža. Dobivena struja jednaka je Nortonovoj struji.

- Nortonov otpor računa se tako da se kratko spojene priključnice odspoje, sve elektromotorne sile naponskih izvora kratko spoje, a strujni izvori odspoje. Pritom je potrebno ostaviti njihove unutarnje otpore uključene u mrežu. Računa se ukupi otpor mreže gledano s priključnica.

- Na dobiveni strujni izvor s priključnicama spoji se odspojeni otpornik i računa se tražena struja prema izrazu:

{\displaystyle I=In{\frac {Rn}{Rn+R}}}
|  |  |  |